# 川原畑駅
川原畑駅（かわらばたえき）は、岐阜県稲葉郡鏡島村（現・岐阜市）にあった、名古屋鉄道鏡島線の駅（廃駅）である。
駅名は、鏡島村の字名に由来する。

## 歴史
1924年（大正13年）に鏡島線が美濃電気軌道により開業した当初は設けられておらず、2年後の1926年（大正15年）に開業した。戦時中の1944年（昭和19年）、当駅を含む鏡島線の森屋駅 - 鏡島駅間は不要不急線に指定され、営業を休止する。戦後に同区間が営業再開されたが、この駅は再開されることなく廃駅となった。鏡島線の廃止（1964年（昭和39年）10月4日）以前に廃駅となった唯一の駅であった。
- 1926年（大正15年）11月1日 - 美濃電気軌道鏡島線の弘法西口駅（のちの弘法口駅）と鏡島駅の間に開業[4][5][6]。
- 1930年（昭和5年）8月20日 - 美濃電気軌道が名古屋鉄道（初代。同年中に名岐鉄道に改称し、1935年より名古屋鉄道に再改称）に合併。同社の鏡島線の駅となる[5]。
- 1944年（昭和19年）12月11日 - 森屋駅 - 鏡島駅間が不要不急路線に指定され休止[3]。当駅も営業休止となる（事実上の廃止）[5][6]。
- 1954年（昭和29年）9月10日 - 休止区間のうち、弘法口駅 - 鏡島駅間が復活、営業再開[5][6]。しかし、当駅は再開されず。

## 隣の駅
名古屋鉄道
鏡島線
弘法西口駅 - 川原畑駅 - 鏡島駅